# Werner II. von Achalm
Werner von Achalm (als Bischof Werner II.) (* um 1048/49; † 14. November 1077) war zwischen 1065 und 1077 Bischof von Straßburg. Eingesetzt von König Heinrich IV. und vom Papst deshalb der Simonie bezichtigt, war er persönlich vom Investiturstreit betroffen und begleitete Heinrich IV. 1077 nach Canossa. Sein Name fehlt im Nekrolog des hohen Stiftes Straßburg, weil er starb, ohne mit dem Heiligen Stuhl ausgesöhnt gewesen zu sein. Werners Amtszeit verlief während der Pontifikate von Alexander II. und Gregor VII.

## Herkunft und Familie

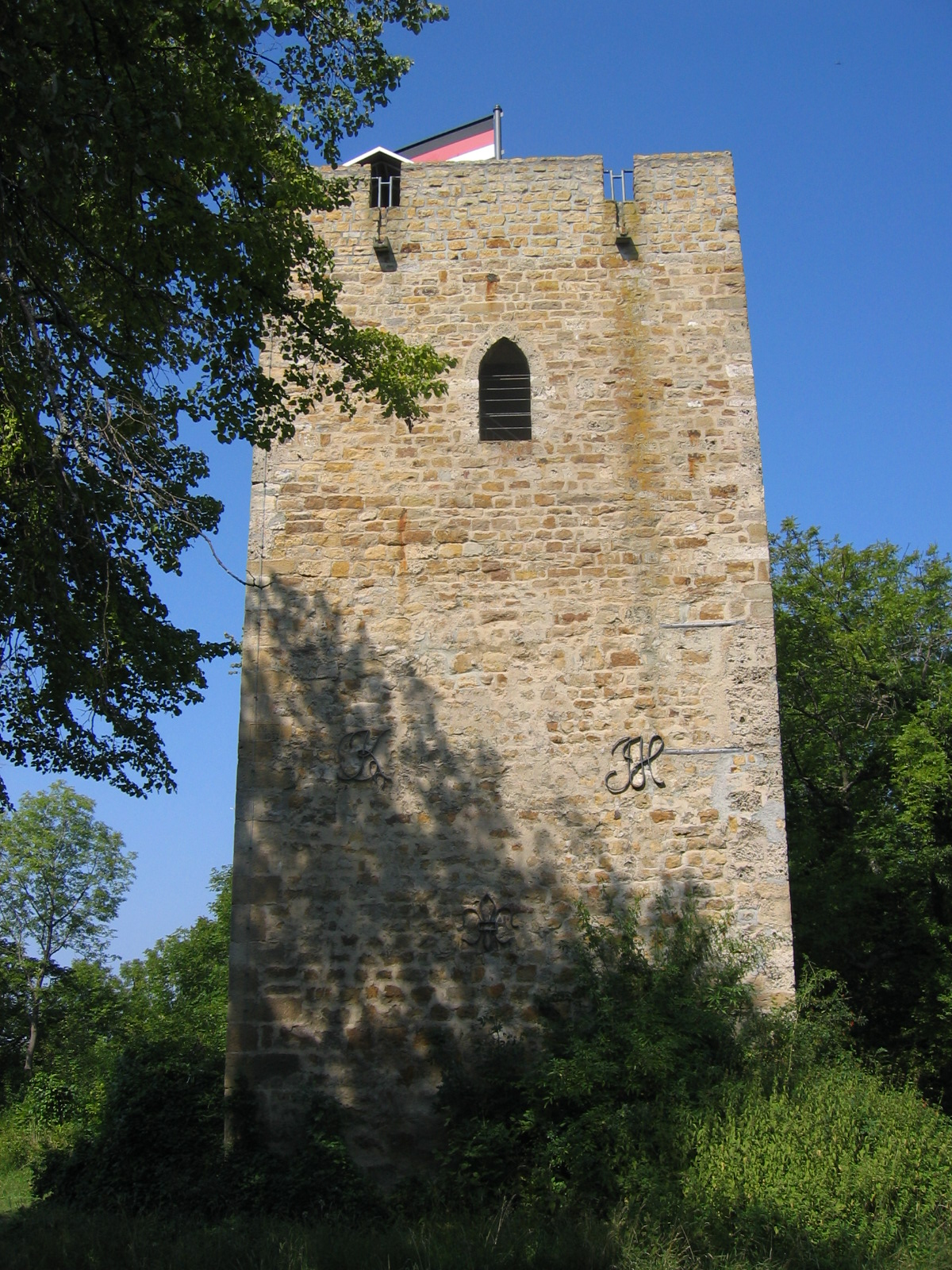
Burgruine Achalm

Werner ist ein Enkel von Egino I., der Ältere, von Dettingen, Graf von Achalm und Urach, der die Burg Achalm erbaute, und ein Sohn von Graf Rudolf I. von Achalm und Adelheid von Wülflingen, Tochter des Grafen Liutold von Mömpelgard, Schwester des Erzbischofs Hunfried von Ravenna. Werner hatte neun Geschwister. Zwei davon starben bereits als Kinder. Kuno von Achalm-Wülflingen und Liutold von Achalm übernahmen als Grafen von Achalm bzw. Wülflingen elterliche Positionen und stifteten gemeinsam das Kloster Zwiefalten.
Werner II. war nicht das einzige Mitglied des Achalmer Geschlechts, das Einfluss auf das weltliche oder geistliche Geschehen im Elsass ausüben sollte: Seine Schwester Beatrix von Achalm wurde Äbtissin von Eschau und seine andere Schwester, Mathilde von Achalm bzw. Mechthild von Horburg, heiratete Graf Kuno I. von Lechsgemünd. Deren Sohn Otto begründete die Linie der elsässischen Grafen von Horburg. Ihr Sohn Burkhard von Lechsgemünd wurde Bischof von Utrecht.
Werners Schwager, Werner III. von Grüningen, der kurz nach der Investitur Werners von Achalm getötet wurde, und dessen Sohn, Graf Werner IV. von Grüningen, verfügten auch über elsässischen Besitz und zählten als Reichssturmfähnriche ebenfalls zum engeren Umfeld von Heinrich IV.
Werner von Achalm war gemäß den Quellen erst 16 Jahre alt, als er im Januar 1065 zum Erstaunen des Pontifex als Bischof von Straßburg eingesetzt wurde. Er muss also anno 1048 oder Anfang 1049 geboren sein. Bei einem Feldzug gegen das für die cluniazensische Reformbewegung stehende Kloster Hirsau fiel er im Alter von 30 oder 31 Jahren in Pforzheim.

## Wirken als Bischof

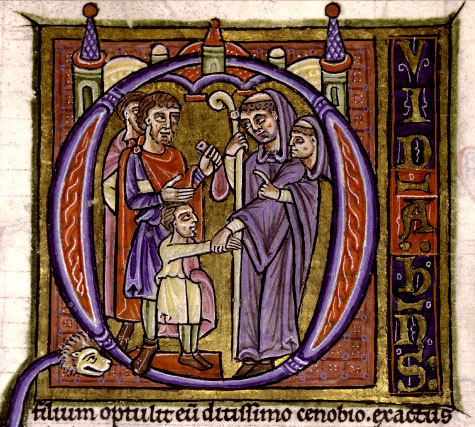
Ein Simonie betreibender Abt, Douai, Frankreich

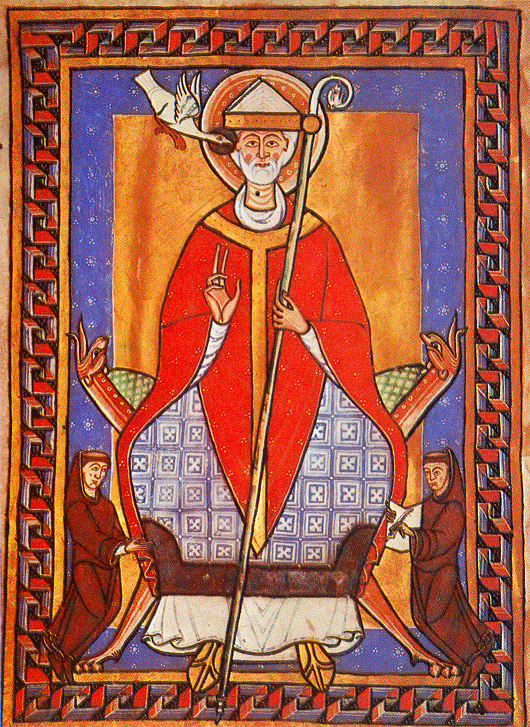
Papst Gregor VII.

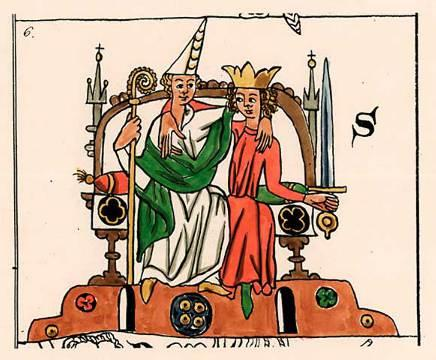
Ideale Machtverteilung, Bild des Heidelberger Sachsenspiegels

### Eifriger Parteigänger König Heinrichs IV.
König Heinrich IV. ernannte 1065 Werner von Achalm zum Bischof von Straßburg, obwohl er erst 16 Jahre alt war. Er setzte sich politisch für den König und gegen die päpstliche Hoheit ein. Dadurch trug der junge Bischof von Straßburg aktiv zum Investiturstreit bei. Er wurde ein erstes Mal wegen seines unsittlichen Verhaltens von Papst Alexander II. aller bischöflichen Amtsverrichtungen provisorisch enthoben. Darauf pilgerte er als Büßer nach Rom, versöhnte sich mit dessen Nachfolger, Papst Gregor VII., und erhielt Verzeihung auf Probe unter der Bedingung, dass er sich besserte. Papst Gregor schrieb der Gräfin Mathilde, sie möge den Bischof von Straßburg nicht mehr belästigen.
Insgeheim verharrte Werner II. aber in seiner Abneigung gegen die päpstliche Politik, insbesondere was den Zölibat anbelangte. Bald lehnte er sich wieder offen gegen die gregorianische Reform auf und ermunterte seine geweihten Brüder, wie er selbst eine Frau zu ehelichen. Da Werner den Zölibat willentlich nicht einhielt, beschloss Papst Gregor IV. 1074, diesen aus seinem Bischofs- und Priesteramt zu entlassen.
Vor Werners Ernennung 1065 hatte bereits Papst Nikolaus II. die Simonie auf der Synode von 1059/1060 als „dreifältige simonistische Häresie“ bezeichnet. Jeder Kauf von Ämtern, geschweige denn von hohen geweihten Ämtern, sollte unausweichlich mit der Entlassung des Amtsinhabers aus dem Amt bestraft werden. Dies hatte zu einem ersten Schisma geführt. Mehrere simonistische Bischöfe, besonders aus der Lombardei, versammelten sich in Basel. Gleich nach dem Tod von Papst Nikolaus und während in Rom Alexander II. gewählt wurde, erkoren sie 1061 den Bischof Pietro Cadalus von Parma, der den Namen Honorius II. annahm. Der Bischof von Köln konnte das Schisma in einem Konzil zu Mantua unterdrücken.
Am 15. August 1071 wohnte Werner von Achalm einer Synode zu Mainz bei, in der Karl, Stiftsherr von Magdeburg, der durch Simonie den Bischofssitz von Konstanz erworben hatte, zur Niederlegung seiner Würde gezwungen wurde. Werner wusste demnach Bescheid über die zunehmend abschlägige Reaktion der Päpste auf den Kauf von geistlichen Ämtern. Die Simonie hatte sich besonders unter der Regierung des jungen Herrschers Heinrich IV. breit gemacht, der Bistümer oder Abteien treuen Weggefährten übergab oder den Meistbietenden vermachte, um an Geld zu kommen.
Nachdem Kardinal Hildebrand unter dem Namen Gregor VII. die Nachfolge Papst Alexanders II. angetreten hatte, hielt er am 9. März 1074 ein Konzil zu Rom ab, das die Simonie und den Verstoß gegen den Zölibat unter geistlichen Würdenträgern scharf rügen und verdammen sollte. Darauf wurden Werner von Achalm und der 1067 ebenfalls minderjährig eingesetzte Bischof Heinrich von Speyer durch eine römische Synode ihrer Ämter entbunden. Werner setzte sich darüber hinweg. Anstelle von Heinrich von Scharfenberg wurde 1074 in Speyer Bischof Rüdiger Huzmann eingesetzt, der ebenfalls zum König hielt.
Werner sollte zum zweiten Mal nach Rom reisen, um sich vor dem Konzil, das vom 24. bis zum 28. Februar 1075 tagte, zu rechtfertigen. Weil er nicht kam, verfasste der erzürnte Pontifex am 3. September einen Brief an Siegfried, Erzbischof von Mainz, um ihn über die Häresie Werners zu informieren und den Metropoliten zu entsprechenden Konsequenzen zu veranlassen: „Damit wir die Kirche von diesem faulenden Mitglied, das sie entehrt, reinigen“. Ebenso vergebens versuchte der Papst außerdem, den König in die Pflicht zu nehmen, den kirchlichen Dekreten Nachdruck zu verleihen und künftig von der Investitur abzusehen.
Im Investiturstreit zwischen Papst Gregor VII. und König Heinrich IV. gehörte er auf der Reichsversammlung, die im Januar 1076 in Worms stattfand, zu den Bischöfen, die Gregor VII. den Gehorsam aufkündigten. An der folgenden Reichsversammlung im Mai 1076, ebenfalls in Worms, auf der der Papst abgesetzt werden sollte, war er aber wohl nicht mehr beteiligt.
Gregor VII. versammelte wiederum die ihm getreuen Bischöfe in der Laterankirche, um den Gesandten des Kaisers zu vernehmen. Als die Römer hörten, dass sie einen neuen Papst anstelle von Gregor, der einen Wolf im Schafstall Christi sei, wählen sollten, musste der Papst persönlich eingreifen, um den kaiserlichen Gesandten Roland zu schützen.
Daraufhin versammelten sich 110 Bischöfe, denen Gregor VII. zuerst schilderte, was er zuvor unternommen hatte, um den König eines Besseren zu belehren. Da Heinrich IV. sich nicht fügte, verhängte der Pontifex den Kirchenbann über ihn und begründete seine Entscheidung wie folgt:
1. Anstatt die vom Heiligen Stuhl wegen Vergeudung und Simonie bestraften Bischöfe von seinem Hof zu entfernen, unterstütze er diese.
2. Der König zerreisse durch ein Schisma den mystischen Leib Christi (Corpus Christi mysticum).
3. Der König wolle seine Fehler nicht bereuen und mache sich deshalb selber schuldig.[10]

Zugleich exkommunizierte der Papst den Erzbischof von Mainz, Siegfried I., und  mehrere andere abtrünnige  Bischöfe, darunter auch Werner von Achalm.

### Gang nach Canossa

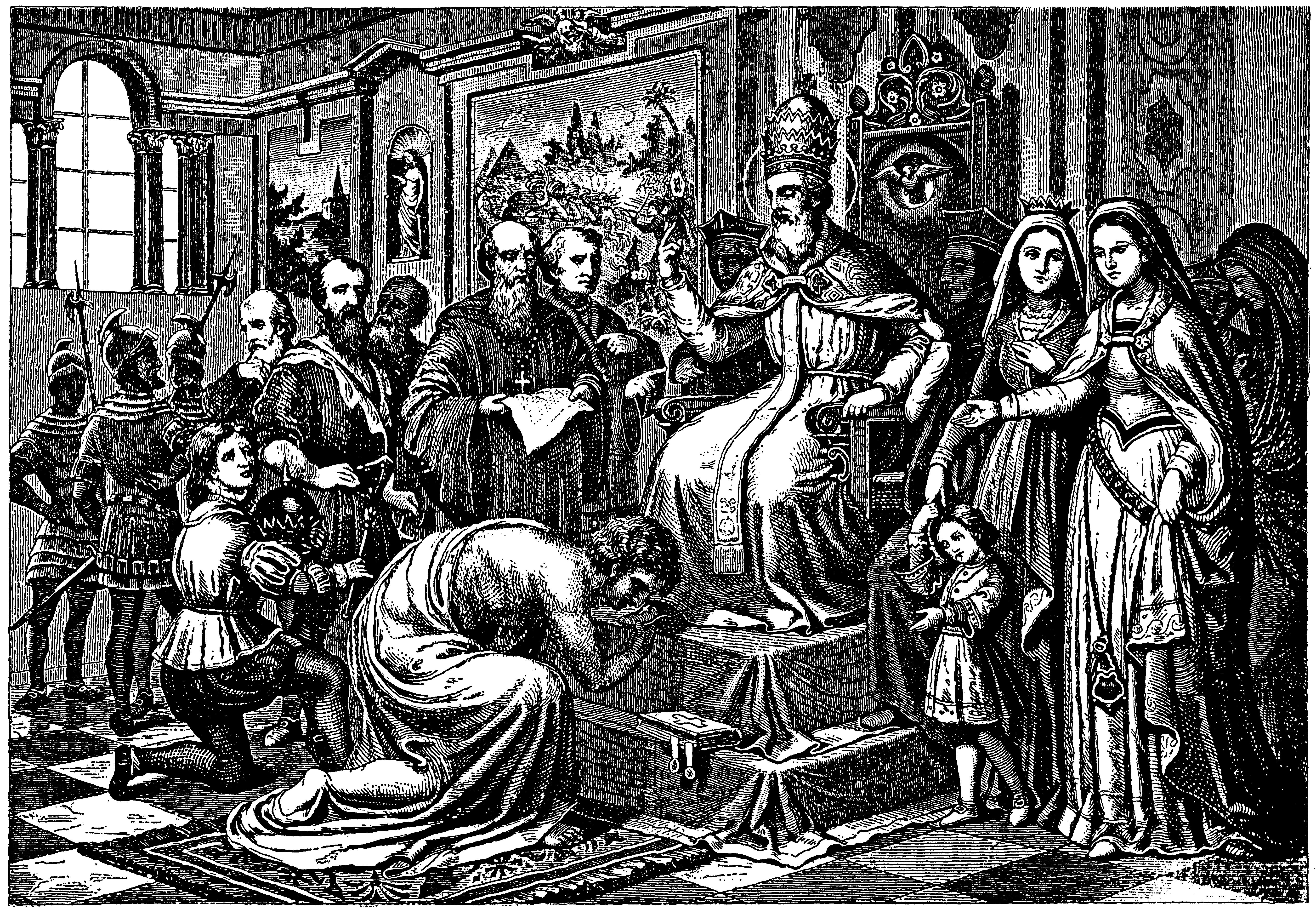
Heinrich IV. vor Gregor VII. in Canossa

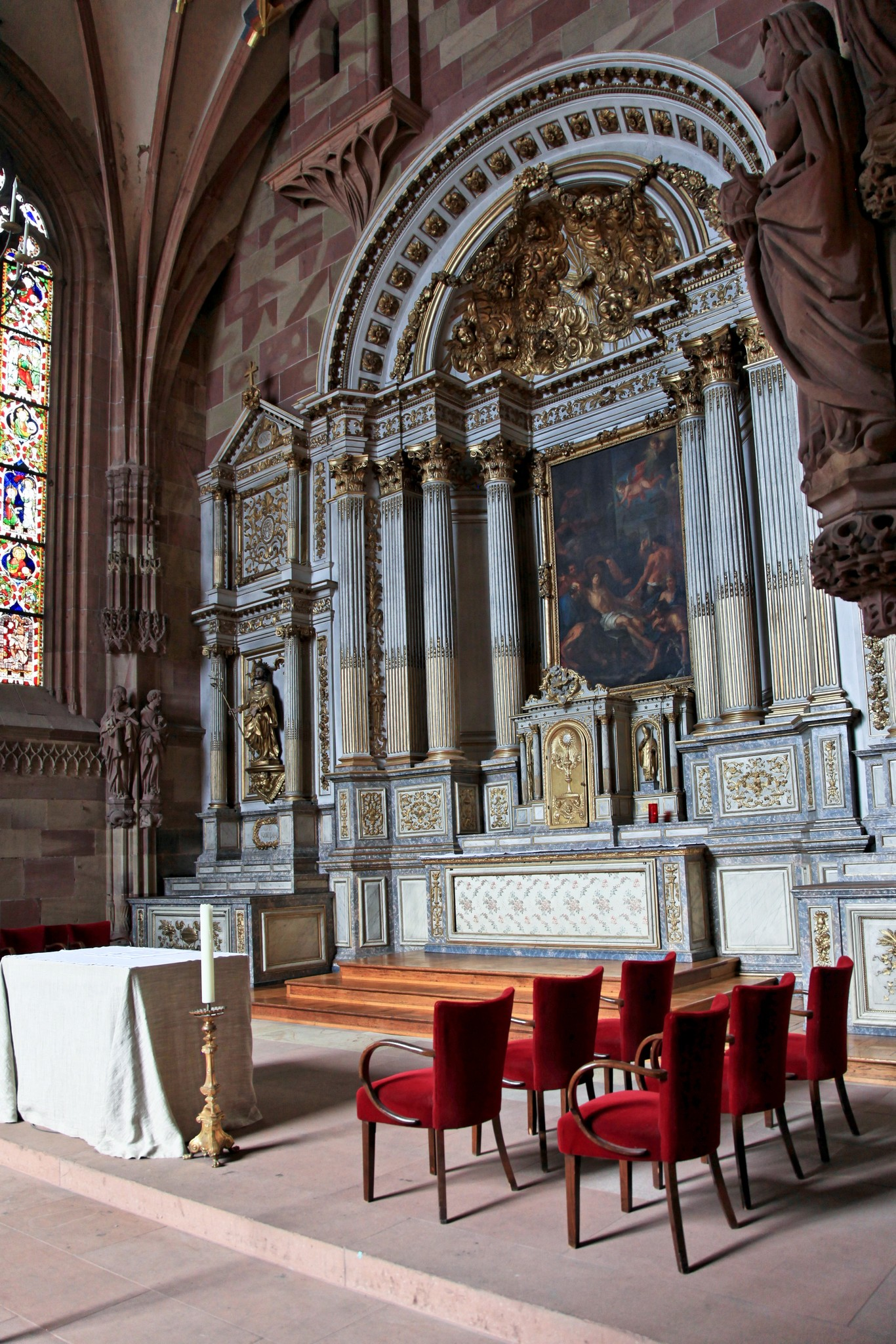
Altar der Sankt-Lorenz-Kapelle, bei dem Werner bestattet wurde

Oppositionelle Fürsten versammelten sich am 16. Oktober 1076 auf dem Fürstentag zu Trebur und drohten, den König abzusetzen, falls er nicht auf dem Reichstag zu Augsburg im Februar 1077 seine Sache untersuchen und entscheiden ließe, um seinen Konflikt mit dem Papst beizulegen. Heinrich zog es vor, sich mit dem Papst persönlich auszusöhnen, anstatt seine Sünden auf einem Reichstag zu bekennen. Er machte sich gegen Weihnachten auf den Weg und begab sich, von seiner Gemahlin Berta, seinem kleinen Sohn und Freunden wie Werner II. begleitet, durch Burgund und Savoyen über die Alpen nach Canossa in Italien. Möglicherweise wollte er seinem Herrn bei seinem Bußeakt freundschaftlich beistehen und sich gemeinsam mit ihm dem unnachgiebigen Papst Gregor unterwerfen.
Gregor VII., der sich damals in dieser Burg befand, ließ Heinrich im Büßergewand (auch Cilicium genannt) und mit entblößten Füßen, drei Tage vor den Mauern warten, bis er den Besserung gelobenden König vom Kirchenbann löste. Doch der König brach seinen feierlichen Eid im Kreise seiner Anhänger bald wieder und begann, Gregors Parteigänger zu bekämpfen.

### Tod während des Feldzugs gegen Hirsau
Als Bischof Werner II. erfuhr, dass Oppositionsfürsten sich wieder in Forchheim träfen, um auf Vorschlag von Hugo VIII. von Egisheim, Werner I. von Habsburg und von Berthold I. von Zähringen den schwäbischen Herzog Rudolf von Rheinfelden zum Gegenkönig zu wählen, verbündete er sich mit dem Basler Bischof Burchard von Hasenburg, um die Ortenau im Gebiet Bertholds von Zähringen anzugreifen. Der Zähringer zwang das bischöfliche Heer allerdings in die Flucht. Darauf erhielt Werner von Heinrich IV. den Auftrag, das Reformkloster Hirsau, das dem römischen Stuhl sehr zugetan war, zu zerstören. Als Werner von Achalm am 14. November 1077 der Hirsauer Legende nach seine Krieger anspornen wollte, die Abtei zu plündern, soll er tot vom Pferde gefallen sein. Der Leichnam des exkommunizierten Bischofs wurde im Straßburger Münster in der Gruft vor dem Sankt-Lorenzen-Altar bestattet.
Werners Brüder Kuno und Liutold von Achalm sowie ihr Neffe Werner IV. von Grüningen unterstützten danach den Wiederaufbau von Kloster Hirsau durch Stiftungen – möglicherweise als Wiedergutmachung.